# Klagenhäufung
Klagenhäufung bezeichnet zum einen die Zusammenfassung mehrerer Klagebegehren in einem Verfahren („objektive Klagenhäufung“) und zum anderen die Verbindung von Prozessen mehrerer Kläger oder gegen mehrere Beklagte („subjektive Klagenhäufung“, meistens „Streitgenossenschaft“).

## Objektive Klagehäufung
Eine objektive Klagehäufung, in der ZPO geregelt in § 260, liegt vor, wenn der Kläger mit seiner Klage mehrere prozessuale Ansprüche (Streitgegenstände) verfolgt. Nach dem herrschenden zweigliedrigen Streitgegenstandsbegriff setzt dies voraus, dass die Klage mehrere Anträge enthält und/oder auf mehrere Lebenssachverhalte gestützt wird. Sie entsteht, indem der Kläger bereits zu Anfang des Prozesses mehrere Ansprüche in einer Klage erhebt, indem er in einem anhängigen Verfahren nachträglich einen weiteren Anspruch geltend macht oder indem mehrere selbständige Prozesse miteinander verbunden werden. Eine objektive Klagehäufung endet durch Rücknahme oder Erledigung der Klageanträge oder aber durch die Trennung der Ansprüche.
Man unterscheidet:

### Kumulative Klagehäufung
Der Kläger macht nebeneinander mehrere Streitgegenstände gegenüber dem Beklagten geltend. Es wird also vom Gericht gleichzeitig mehr als eine Entscheidung begehrt. Grundsätzlich unzulässig ist diese Form der Klagehäufung jedoch in der Form der unabgegrenzten Teilklage. Bei dieser Form der Klage macht der Kläger im Rahmen der Klagebegründung mehrere Ansprüche geltend, der Klageantrag deckt diese jedoch nicht in vollem Umfang ab. (Beispielsfall: Der Kläger macht im Rahmen der Klagebegründung drei Zahlungsansprüche in Höhe von 3000, 4000 und 5000 Euro geltend, der Klageantrag lautet jedoch lediglich darauf, den Beklagten zur Zahlung von 10.000 Euro zu verurteilen.) Regelmäßig kann aber eine Auslegung der Klage seitens des Gerichts doch noch zur Zulässigkeit führen. Dies kann etwa erfolgen, indem das Gericht die Reihenfolge, in der die Ansprüche in der Klagebegründung dargelegt sind, zur Auslegung des Antrags heranzieht.

### Eventuelle Klagehäufung
Der Kläger stellt einen Haupt- und einen Hilfsantrag. Den zweiten Anspruch macht er nur dann geltend, wenn der Hauptantrag erfolglos ist („echte eventuelle Klagehäufung“) oder wenn der Hauptantrag Erfolg hat („unechte eventuelle Klagehäufung“). Obwohl der Hilfsantrag somit unter eine Bedingung gestellt wird, widerspricht dies nicht der Bedingungsfeindlichkeit von Prozesshandlungen, denn hier hängt das weitere Vorgehen von einem (stets zulässigen) innerprozessualen Ereignis ab, nämlich dem Erfolg oder Nichterfolg des Hauptantrages. Durch diese Bedingung wird keine Unsicherheit in den Prozess hineingetragen.
Das Gericht ist im Fall der eventuellen Klagehäufung an die vom Kläger gewählte Reihenfolge gebunden. Es darf also erst über den Hilfsantrag entscheiden, wenn das in der Bedingung genannte Ereignis eingetreten ist. Ein Fall der Eventualklage ist die Stufenklage.

### Alternative Klagehäufung
Der Kläger stellt gegen den Beklagten alternativ zwei Anträge oder stützt einen Antrag auf alternativ zwei Lebenssachverhalte. Dies ist grundsätzlich unzulässig, weil die Klage dann nicht mehr gemäß § 253 Abs. 2 Nr. 2 ZPO ausreichend bestimmt ist. Eine Ausnahme hiervon bildet die Wahlschuld gemäß §§ 262 ff. BGB. Im Bereich des gewerblichen Rechtsschutzes galt bis zur TÜV-Entscheidung des Bundesgerichtshofs die alternative Klagehäufung zwar ebenfalls als unzulässig, wurde jedoch prozessual nicht beanstandet. Zuletzt erkannte der Bundesgerichtshof in seiner Biomineralwasser-Entscheidung jedoch, dass der Streitgegenstand einer wettbewerbsrechtlichen Unterlassungsklage als einheitliche Verletzungshandlung mehrere Rechtsverletzungen umfassen kann. Hiernach sei es für wettbewerbsrechtliche Unterlassungsklagen insoweit nicht erforderlich, den Anspruch auf verschiedene Anträge zu stützen, da der Begriff des Streitgegenstands derart weit ausgelegt wird, dass auch bei der Erfüllung verschiedener Verletzungstatbestände durch nur eine Handlung trotzdem nur ein einheitlicher Streitgegenstand vorläge. Im Ergebnis kommt dies dem Wesensgehalt einer alternativen Klagehäufung weitestgehend gleich, da das Gericht somit eigenständig zu bestimmen hat, auf welchen Tatbestand es das Unterlassungsgebot stützt.

### Objektive Klagehäufung im Verwaltungsrecht
Im Verwaltungsrecht ist die objektive Klagehäufung im § 44 VwGO geregelt.

## Subjektive Klagehäufung
Eine subjektive Klagehäufung ist dann gegeben, wenn entweder auf Kläger- oder auf Beklagtenseite mehrere Personen beteiligt sind. Ein gebräuchlicherer Ausdruck hierfür ist jedoch die „Streitgenossenschaft“.